# Đế quốc Gao
Đế quốc Gao là một nhà nước ở vùng trung lưu sông Niger và tiền thân của Đế quốc Songhai, với thủ đồ là thành phố cùng tên nằm ở khúc quanh phía đông sông Niger. Vào thế kỷ thứ 9, đây được coi là vương quốc Tây Phi hùng mạnh nhất.
Quốc gia này được thành lập vào thế kỷ thứ 7. Do nằm dọc theo sông Niger, nó là một địa điểm thuận lợi cho ngư dân định cư. Gao là một trong những trung tâm thương mại lâu đời nhất ở miền tây châu Phi. Với vị trí của mình, Gao đã trở thành thủ đô của Đế quốc Songhai (hay Songhay) vào đầu thế kỷ 11. Kinh tế của khu vực bao gồm các hoạt động buôn bán vàng, đồng, nô lệ và muối xuyên Sahara. Gao bị sáp nhập bởi các nhà cai trị của Đế quốc Mali vào năm 1325, nhưng Songhai cuối cùng đã giữ quyền kiểm soát nó 40 năm sau đó.
Không có tài liệu bản địa nào còn sót lại với niên đại từ trước giữa thế kỷ 17. Thông tin về lịch sử ban đầu của Gao dựa trên các bài viết của các nhà địa lý Ả Rập sống ở Maroc, Ai Cập và Andalusia, những người chưa bao giờ đến thăm khu vực này.

## Sự nổi dậy của Đế quốc Gao

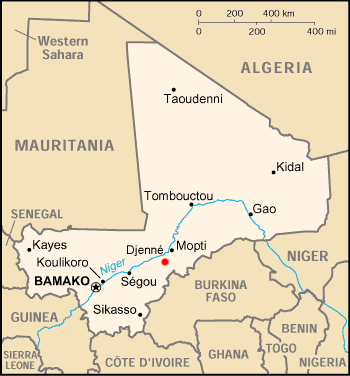
Bản đồ Mali

Gao được thành lập vào thế kỷ thứ 7 trên sông Niger và sớm trở thành nơi sinh sống của ngư dân và trung tâm thương mại. Thành phố phát triển từ thế kỷ thứ 8 đến thế kỷ thứ 10 và trở thành một vương quốc có quyền lực thấp hơn Wagadou. Gao thịnh vượng vì tầm quan trọng thương mại mà nó có dọc theo sông Niger. Đây cũng là một trung tâm sản xuất lớn. Những người thủ công đã chế tác carnelian thành những chuỗi hạt có niên đại sớm nhất là vào thế kỷ thứ 3, và được đánh giá rất cao tại vùng rừng nhiệt đới Tây Phi và Sudan.